# Canción de la frontera
[cita requerida]
Canción de la frontera es el decimoctavo capítulo de la primera temporada de la serie ALF.

## Personajes
- ALF
- Brian
- Kate
- William
- Lynn
- Señorita Wayne
- Jefe de William
- Luis Mancia

## Historia
Mientras ALF está en la cocina con Kate, le pide que agregue a su lista de compras un poco de estiércol, ya que se le olvidó preparar la tierra de su jardín antes de sembrar zanahorias y, según él, para el estiércol nunca es demasiado tarde y que si le va bien, tal vez haga un negocio con ellas y tal vez plante algodón o lana en el invierno. Kate le dice que no hay lugar en el patio, pues ya lo ha ocupado todo. ALF le responde que la jardinería se ha vuelto su pasión, que lo disfruta y que además le gusta comerse a los insectos.
Willie mientras está en su trabajo, el Departamento de Servicios Sociales del condado de Los Ángeles hace un llamado telefónico para encontrar a una persona, Alfredo Mancia, ya que está con su hijo en la oficina. El niño en su oficina ve una foto de su familia, quien se siente atraído por Lynn. Willie le explica que Lynn tiene 17 y Brian tiene 7. Willie es interrumpido por una secretaria, que le pide autorización para  irse pero él se la niega. La secretaria le pide una explicación de por qué no puede hacerlo, si todos en la oficina se están yendo, pero él le contesta que está tratando de encontrar al padre del muchacho y que si lo va a poner en un autobús de regreso a su país, quiere estar seguro de que lo estarán esperando. Ella insiste en que no debe interesarle cómo está el tránsito a esas horas de la noche. Willie le pide que vaya y le lleve un refresco al niño, pero ella ironiza diciendo que después podría llevarlo al partido de baloncesto, Willie le sigue el juego y le dice que mejor lo lleve a las luchas libres, ya que así podría verlo pelear. Ella le dice que su trabajo no es toda su vida y que esta empieza cuando abandona el trabajo. Él agrega que la vida de él se reanima en ese mismo instante...La secretaria se va , mientras Willie sigue hablando por teléfono. Luego, entra un compañero de trabajo, quien ironiza diciendo que si el niño es ya un empleado más, le dice que está perdiendo su tiempo, que llame a las autoridades y que deje que ellos se encarguen de él. Le dice que ponga al niño en el autobús de las 18:00 h, pero Willie le responde que tendrá el asunto solucionado en tan solo un minuto. Le dicen por teléfono que encontraron a un Alfredo Mancia, pero por lo que le dijeron al teléfono, él dice que también lo lamenta.
Mientras tanto, ALF le dice a Kate en la cocina que le tiene buenas noticias, porque acaban de ahorrarse 5 dólares, pues él pidió que le llevaran el estiércol en un camión, pero ella le dice que tendrá que devolverlo. En ese momento, entra Brian entregándole unos tubérculos, diciéndole que tendrá que regresar por las cebollas. ALF lo detiene diciendo que si eso es todo lo que tienen y Brian le contesta que deben usar más estiércol. ALF encuentra que es poco, pero Kate interviene para decirle que si bien no son muchos, son unos camotes perfectos. Lynn le dice a su madre que son berenjenas, aunque ALF dice que es maíz. Kate le dice que lo que sí es raro es que ninguna de las otras cosechas se dio, pero que tienen suficiente sukini como para llenar un almacén.El extraterrestre le dice que es más raro de lo que cree, pues él no plantó sukini.Lynn le dice que está segura de que le irá mejor, pues la jardinería es más difícil de lo que él cree. ALF responde que hubiera sido mucho más fácil, si no hubiera sido por Bob Barker, quien viene en las noches y arranca todas sus plantas. Kate pregunta si es el anfitrión de algún programa de televisión y Lynn contesta que Bob Barker es el perro de sus vecinos, los Ochmonek. Kate cae en razón y dice que es el chihuahua. ALF pregunta si los chihuahuas son rápidos y golpea la mesa con utensilio de cocina. Kate le pide a ALF que quite eso de la mesa, y él le dice que está bien y que usará arenas movedizas e imita la manera de encontrarse en ese tipo de arenas.
Luego suena el teléfono y contesta ALF, es Willie quien le dice «Pásame a Kate», por lo que ALF le dice a Kate que quieren que la intercambie. Willie le dice que no tiene importancia, pero que él llegará un poco tarde a la casa. ALF le dice «¡Bien!» y le cuelga y Kate le pregunta que quién era y él le responde que« parece que era Willie», le pregunta que qué le dijo y él contesta que le había dicho que iba a llegar tarde. Le consulta del porqué y ALF responde que si cree que e´l es una «secretaria». Nuevamente suena el teléfono y ALF responde otra vez: «Casa de la familia Tanner» y le dice a Willie que justamente estaban hablando de él. Willie le pide que no cuelgue, ya que debe hablar con Kate, porque hay algo que tiene que decirle. Alf le pregunta si es acerca de que no puede ir a casa, si está ocultando algo o si tiene alguna chica por ahí y Willie responde que va a llevar a un muchacho para que tome el autobús. ALF lo encuentra realmente original y le pide a Kate que escuche lo que dice Willie y que tome la extensión telefónica, Kate lo levanta y le pregunta a su marido que qué sucede, a lo que Willie responde que debe enviar a un niño a Centroamérica, que no puede localizar a su familia y que no quiere dejarlo abandonado, así que va a llevarlo al autobús, él mismo. Kate le dice que entiende y ALF, que se encuentra en el otro teléfono, le pregunta si va a creer eso. Willie le consulta a ALF que por qué se encuentra aún al teléfono, Kate le grita «¡CUELGA!», A lo que ALF responde que en un segundo más lo hará, pero que antes quiere escuchar el «chiste» del chico sin familia... Willie le dice que no es un chiste, que el muchacho tiene una familia, que tiene un padre, solo que no ha podido encontrarlo y que por qué está hablando con él. ALF responde que no lo sabe, ya que él llamó. Willie dice otra vez a Kate que llegará a la casa un poco tarde y se despide pero antes de que cuelgue, ALF le pregunta algo que aún no le ha quedado claro, si tiene o no tiene un poco de «acción» por ahí, por lo que William muy molesto cuelga muy rápidamente. ALF cuando se da cuenta de que William ha colgado el teléfono le dice a Kate: «¡No hay problema!».
Ya en la sala ALF y Brian miran un juego de básquetbol, en ese momento llega William y Brian lo invita a ver el partido con ellos. Willie le dice a ALF que vaya a la cocina, pero él contesta que no puede, ya que ha apostado a ese juego, Willie le dice que puede ver el resultado al día siguiente y si realmente él apuesta a los juegos de básquetbol. ALF le responde que solo a los colegiales, ya que si lo hiciera a los profesionales, él sería un tonto. En ese momento entra Kate y ALF le recuerda que le debe dinero aún por el juego de «Los Celtas», por lo que William llama la atención a su esposa, quien le dice que lo hizo ya que pensó que «Los Celtas» estaban perdidos. Willie le pide a Kate que ponga otro plato a la mesa, ella dice que «¡Por supuesto!...» y le insiste a ALF que se vaya de ahí. Lynn le pregunta el porqué de su llegada tan temprana a la casa, William le dice que alguien perdió su autobús, mientras abre la puerta. En ese momento entra el muchacho, quien saluda a la familia Tanner con un «¡Hola!». William presenta al muchacho, Luis Mancia, a su familia, a Kate, a Lynn que la reconoce enseguida, ya que había visto una foto de ella en la oficina de Willie, Lynn le dice que él sabe que ella odia esa fotografía y que no le guste que ande mostrándola por ahí. Kate le pregunta el porqué y Lynn le dice que en ella parece «la idiota del pueblo». Kate le dice a su hija que ella jamás se verá como la idiota del pueblo, mientras Willie le presenta a su hijo Brian. Kate le da la biebvenida a Luis, Willie le dice que el muchacho es muy tímido y Kate agrega que la casa de ellos puede considerarla su casa, por lo que el muchacho da las gracias. Willie informa que Luis se quedará a dormir esa noche, a lo que Brian interviene para decir que puede quedarse en su cuarto y que él dormirá en el cuarto de lavado con...En ese momento es interrumpido por su hermana Lynn y Brian le susurra al oído las letras A-L-F. William le dice que él piensa que el sofá está bien y que «A-L-F» puede quedarse en el garaje. En ese momento se oye una carcajada y Kate le pide a Brian que le muestre a Luis dónde puede lavarse las manos para cenar. Brian y Luis se retiran, mientras Kate le habla a su esposo para decirle que sospecha que nadie sabe que el muchacho se encuentra en su casa a lo que él responde que «no exactamente». Lynn le pregunta si robó al muchacho y Willie dice que «lo tomó prestado», por 24 horas, hasta que pueda encontrar a su padre. Kate le pregunta qué pasó y Willie responde que honestamente no lo sabe, que estaba en el alto del último semáforo, antes de llegar a la estación de autobuses y que en lugar de dar vuelta a la derecha, la dio a la izquierda, se encontró en la autopista y entonces se fue a su casa. ALF aparece desde la cocina con una botella de cerveza en la mano e interviene para decir que él pensó en que no se podía dar vuelta a la izquierda en esa autopista, ya que era de un solo sentido y Willie responde que no después de las 4 P.M. y le dice que por qué le importa eso a él y ALF le responde que por qué le importa, que no volverá a salir con él nunca más, mientras sorbetea la cerveza derramada por él mientras estaba hablando. Willie le dice con un gesto que se vaya, mientras ALF le dice que se tomará el resto más tarde y se va.
Por la noche, Luis Mancia, el muchacho se despierta en el sofá en que dormía y se va al patio de los Tanner, ve la plantación de ALF, enciende la luz y deja caer un tiesto. ALF ve todo esto y lo atribuye al perro de los Ochmoneck y grita «¡MUERE PERRO MALDITO!», Luis se asusta y ALF le pregunta qué hace en ese lugar. Luis Mancia, el muchacho le dice que es un diablo y que la casa está embrujada como la de El horror de Amity Ville. ALF le pide que se calme, mientras Luis le pide por favor que no lo lastime, ALF le dice que claro, mientras dejó a un lado el asadón que tenía en sus manos. Desconfiado, Luis le pregunta a ALF si no le hará nada malo. ALF se presenta con el muchacho Mancia, le dice que él es un extraterrestre, que viene del espacio y que es de Melmac y después dice ¡Kabum! para dar a entender que su planeta estalló, como Luis no lo entiende así, le pide a Luis que lo olvide. Mientras tanto, el ruido despertó a los Tanner quienes van a ver qué fue el alboroto que sintieron, cuando ven el sofá creen que el muchacho se ha ido, pero luego escuchan las vocesa de ALF Y Luis conversando... Luis le dice que si es un extraterrestre y que por qué lo asustó, ALF le responde que él pensó que él era Bob Barker, Luis le dice si se refiere al conductor de ¿El precio es correcto?. En ese momento Kate y Willie ven a Luis en el patio, dialogando con ALF, quien le pregunta qué estaba haciendo con una pala. Luis se disculpa, ya que él solo estaba regando las plantas, porque la tierra es arenosa por lo que ALF le pide que le enseñe. Kate y Willie ven esto por la ventana y Willie afirma que no creía que se fueran a entender. Kate le dice que ALF siempre se las ingenia para todo.
En el patio, ALF y Luis conversan. ALF le pregunta a Luis qué le parece su jardín, y Luis le dice que debió haber usado mucho más estiércol, mientras ALF hace un ademán como diciendo que lo sabía.
Ya en la mañana, Willie está en su trabajo, llamando por teléfono, junto a su secretaria, a quien le dice, luego de cortar la llamada, que ha probado con todas las agencias de Centroamérica que pudiera dar con el paradero de Alfredo Mancia. La secretaria irónicamente le dice que no quiere perder más tiempo, que no importa, que solo ha perdido su hora para el almuerzo. Willie le dice que él le compró el almuerzo y ella le agradece por el hot dog y que espera que no sea una gran tragedia en su presupuesto. Willie le dice que cree que podrá sobrevivir. La secretaria insiste en que tal vez no debería irse nunca y que tal vez también debería dormir allí. Willie contesta que esa es una buena idea, pues ya no necesitarían a los perros dobermann. La señorita Wayne, secretaria de William, le dice que no sabe por qué lo está ayudando, ya que si los descubren, ella saldrá perdiendo. William, muy molesto, le dice a la señorita Wayne que en verdad le molesta comprometer su alta posición moral, pero si ella cree que el muchacho no merece la ayuda de ellos, debe irse. En ese instante entra el jefe de Willie, quien le dice a William que acaba de oír una divertida historia, que su chico del día anterior perdió el autobús, que eso le puede costar el trabajo y que él lo sabe. Willie le dice que «es una historia divertida». Él le dice que es un hombre justo, Willie titubea un instante y él le dice que lo era y que puede serlo, y que por ahora considerará esto como un error oficinesco. La señorita Wayne le dice a William: «¡le dije que yo saldría perdiendo!». El jefe le dice que en ese momento son las 17:30 y que si el chico vuelve a perder el autobús, le promete una investigación del caso. La señorita Wayne, luego de dejar en espera una llamada telefónica, le dice a Willie que a menos que ella necesite una constancia de su madre, irá al baño y le pide que atienda el teléfono en la línea 1. William le dice que ya no recibirá llamadas, pero la señorita Wayne le indica que no va a recibirla, sino a hacerla, ya que un antiguo novio de ella que ahora odia, vive en Centroamérica y les vende equipos a todas las granjas de allá, así que si hay alguien que sepa del tal Alfredo Mancia, debe ser él. Willie, sorprendido, dice que no sabe cómo agradecérselo y ella le contesta que solo trate de no avergonzar a toda la ciudad y que le diga a su exnovio que ella quiere que le regrese sus fotografías.
Willie se comunica con el exnovio de la señorita Wayne por teléfono, para intentar encontrar al granjero Alfredo Mancia, pero algo le responde a Willie que hace que este pregunte «¿Qué él qué?».
Mientras tanto, en el patio de los Tanner están Luis, Brian y ALF, trabajando en las plantaciones de ALF, quien les propone tomar un descanso y le dice a Brian que lleve el juego de serpientes y escaleras. Brian le responde que aún no, ya que todavía no han terminado. ALF le dice a Brian que él estaba pensando en si no existía algún programa del gobierno que pague por no cosechar... Luis le dice a Brian que lo que hay en el jardín de ALF es mala hierba, pero ALF les dice que esas no son hierbas, sino sus espinacas. Brian insiste en que eso es mala hierba y ALF responde que será mejor que le diga a Kate que ya no las use en la ensalada...
Mientras, en el comedor, Lynn le dice a su madre que sea honesta y que cuánto tiempo deberán comer sukini y ella le dice que si se come un poco cuando se vaya a la escuela [podría ser menos]... En ese momento, llega William de su trabajo, quien le pide a Lynn que vaya a buscar a Luis, para darle información de su padre, Alfeedo Mancia, ella dice que lo hará, ya que está en el jardín con ALF. Kate le pregunta que si no lo encontró, pero él le dice que sí lo encontró. Kate considera la noticia maravillosa y le consulta cómo lo hizo y él le cuenta que la señorita Wayne se comunicó con un novio que tenía en Centroamérica y que le dijo este que lo conoce,  que lo que Kate considera sorprendente, pero Willie le dice que ella le ayuda algunas veces, pero Kate lo corrige diciendo que lo que le sorprende es que esta haya tenido novio... En ese momento entra Lynn, junto a Brian, ALF y Luis, mientras Lynn le pregunta a su padre qué fue lo que sucedió y Kate le dice que Willie encontró al padre de Luis. Luis está sorprendido y Brian le pregunta que dónde lo encontró, pero Willie le dice que prefiere que Luis les conteste esa pregunta... Kate pregunta el porqué y ALF le dice a Luis que será mejor que se los diga, pero Luis dice que no puede, ALF le dice que sí puede, que lo haga, que es hora de decir la verdad. Willie le pide que se acerque a Luis, quien se sienta en el sofá y dice que su padre está en Riverside y que tiene un trabajo en una fábrica de tapices. Lynn le consulta por qué lo ocultó, pero ALF les dice a la familia: «Oigan, señores jueces, denle la oportunidad de defenderse, ¿no creen?». William interviene para explicar que el padre de Luis tenía una granja en Centroamérica, cuando se arruinó le dieron un permiso y se cambió a Riverside. Le dice a Luis que habló con su padre, quien está muy feliz de que él está bien y que en ese momento va en camino para recogerlo, pero Luis le dice que no, que él hará que se quede, que ya casi tomaba el autobús hacia su casa, pero que él lo arruinó todo. Kate le pregunta a Luis si él quiere regresarse a su casa, él afirma que sí, porque sus amigos están allá, puede trabajar, tiene un lugar en dónde vivir y que no quiere quedarse con los Tanner. Willie le dice que su padre quiere que esté ahí y Luis contesta que él no puede hacer que él se quede. ALF pide permiso para intervenir, pero William le responde que cree estar bastante capaz de hacerse cargo de ello, ya que eso es su trabajo. ALF insiste en que Luis no va a hacerle caso, ya que él es quien encontró a su padre; Willie le pregunta a ALF si él piensa que podría manejar eso mejor que él y ALF le dice que tal vez, ya que él y Luis se han vuelto muy amigos, ya que han labrado juntos, han abonado, han sembrado y han regado. Willie le dice que está de acuerdo y que hable con él. ALF dice que lo hará en privado, y William le pregunta en forma irónica, si le parecería bien que todos se fueran de la casa. ALF dice que está haciendo un bonito día, pero Kate le sugiere que él y Luis vayan a la cocina. ALF le dice a Luis que vayan a... y le pregunta si él sabe lo que significa confabular, Luis repite el término y se van a la cocina, mientras Kate le dice a su marido: «Cambiando de tema, ¿cómo te fue hoy?».
Ya en la cocina, Luis cierra las ventanas que dan hacia ella, y le dice a ALF que tiene que ayudarlo a salir de esa casa, ALF le pide que se calme se siente y que hablen. Luis le dice que no quiere sentarse, sino que quiere irse de ahí. ALF le pregunta a Luis si él llegó ahí en noviembre y él responde afirmativamente, que llegó el 28 de noviembre, y ALF le dice que él ha estado ahí mucho más tiempo y que todavía no se acostumbra, que tendrá que acoplarse poco a poco. Luis le dice que no conoce a nadie por el sector y ALF le dice que lo conoce a él, que se hicieron amigos de inmediato. Luis le dice que ALF trató de pegarle con un asadón, ALF le dice que está de acuerdo que no fue un buen comienzo, pero que labraron juntos, abonaron, sembraron y regaron. Luis le dice que está de acuerdo, pero que no sabe cómo va a acostumbrarse. ALF le dice que recogerá algo de aquí y de allá, cuando no sepa algo, preguntará, que él aún no aprende la canción que está de moda ahí y si él la sabe. Luis asiente y ALF le dice que ya le lleva la delantera en algo y se ríe. Luis le pregunta que si se queda en Riverside, él irá a visitarlo y ALF le contesta que probablemente no, pero que no hay ninguna razón para que él no pueda volver a visitar a ALF, pero que llame primero, ya que puede estar en la ducha. Luego entra Willie, diciendo que su padre se encuentra en la casa y ALF le dice a Luis si él volverá el próximo domingo o no, ya que podría ayudarle a recoger las jicamas, Luis le dice que las odia, pero ALF contesta «¡No hay problema!» y que él prefiere las hamburguesas, entonces ALF le dice que él lleve la mostaza y Luis responde  «¡No hay problema!». ALF le pide a Luis que no se olvide del secreto de ellos, que él no existe. Luis le dice que nadie le creería, le da las gracias a ALF y se despide de mano del extraterrestre, le pide disculpas a Willie y este le responde con un «¡No hay problema!». Le pide un último favor a Luis antes de irse, que se lleve un poco de sukini, por favor. ALF  dice que no fue él quien plantó el sukini...
ALF ya en la sala, está jugando un juego de video en el televisor, y Willie le dice que espere un segundo, ya que está muy concentrado en el juego de atari, y le dice que el juego es exactamente cómo se extinguieron los marcianos. Willie le pregunta qué era eso y ALF contesta que «Invasores espaciales», le pregunta a ALF qué es lo que hacen, si destrozan su garaje, si se comen su comida y destrozan su patio... ALF le pregunta a Willie si él está molesto y él contesta que sí está molesto, ya que encontró su asadón en malas condiciones. ALF se disculpapor ello, ya que cuando estaba arando su jardín, le dio a una tubería de agua. Willie se sorprende, pero ALF le dice que no se preocupe, porque no le dio a la suya. Willie le pregunta a ALF si dejará la jardinería y ALF responde negativamente, que solo cambiará de cosecha. Kate grita el nombre de Willie y ALF dice que lombrices de tierra. ALF comenta que cree conocer a un marciano del videojuego.